# Cova del Rinoceront
Die paläontologische Höhle Cova del Rinoceront (dt. Nashorn- oder Rhinozeros-Höhle) befindet sich in Castelldefels in der Comarca Baix Llobregat, in der Provinz Barcelona in Katalonien in Spanien.

## Fundgeschichte
Sie liegt in den weicheren Stufen des Garraf-Kalksteins. Der Höhlenraum wird vertikal durchschnitten durch die Abbaufront des Steinbruchs Ca n’Aymerich. Der Kalksteinabbau hat den größten Teil der Höhle und ihren ursprünglichen Zugang zerstört.
In den 1940er Jahren entdeckte José Fernández de Villalta y Comella (1913–2003) an einigen heute verlorenen Spalten im Steinbruch Reste pleistozäner Fauna. Einige konnten vor den industriellen Aktivitäten gerettet werden, andere wurden zerstört. Das Ende der Aktivitäten im Steinbruch in den 1960er Jahren führte dazu, dass es zu sukzessiven Stürzen der Sedimentfüllung und der Fossilien kam, was 2002 anlässlich verschiedener archäologischer Untersuchungen rund um den Steinbruch ihre Entdeckung durch Joan Daura und Montserrat Sanz möglich machte. In den Sedimenten wurden archäologische Kampagnen mit dem Ziel durchgeführt, eine chronologische Bewertung vorzunehmen. Die Ergebnisse motivierten die Restaurierung und Konditionierung des Hohlraums, in dem die Universität Barcelona seit 2002 gräbt.
Die Stratigraphie der Höhle wird durch einen etwa 11 m dicken Einschnitt und acht Ebenen gebildet, die sich vom Oberpleistozäns bis zum Mittelpleistozän erstrecken (175.000 bis 74.000 und Jahre alt). Lithische Feuerstein- und Quarzreste belegen die Anwesenheit von Neandertalern während des Mittelpaläolithikums. Dabei handelt es sich um die ältesten im Garraf-Massiv.

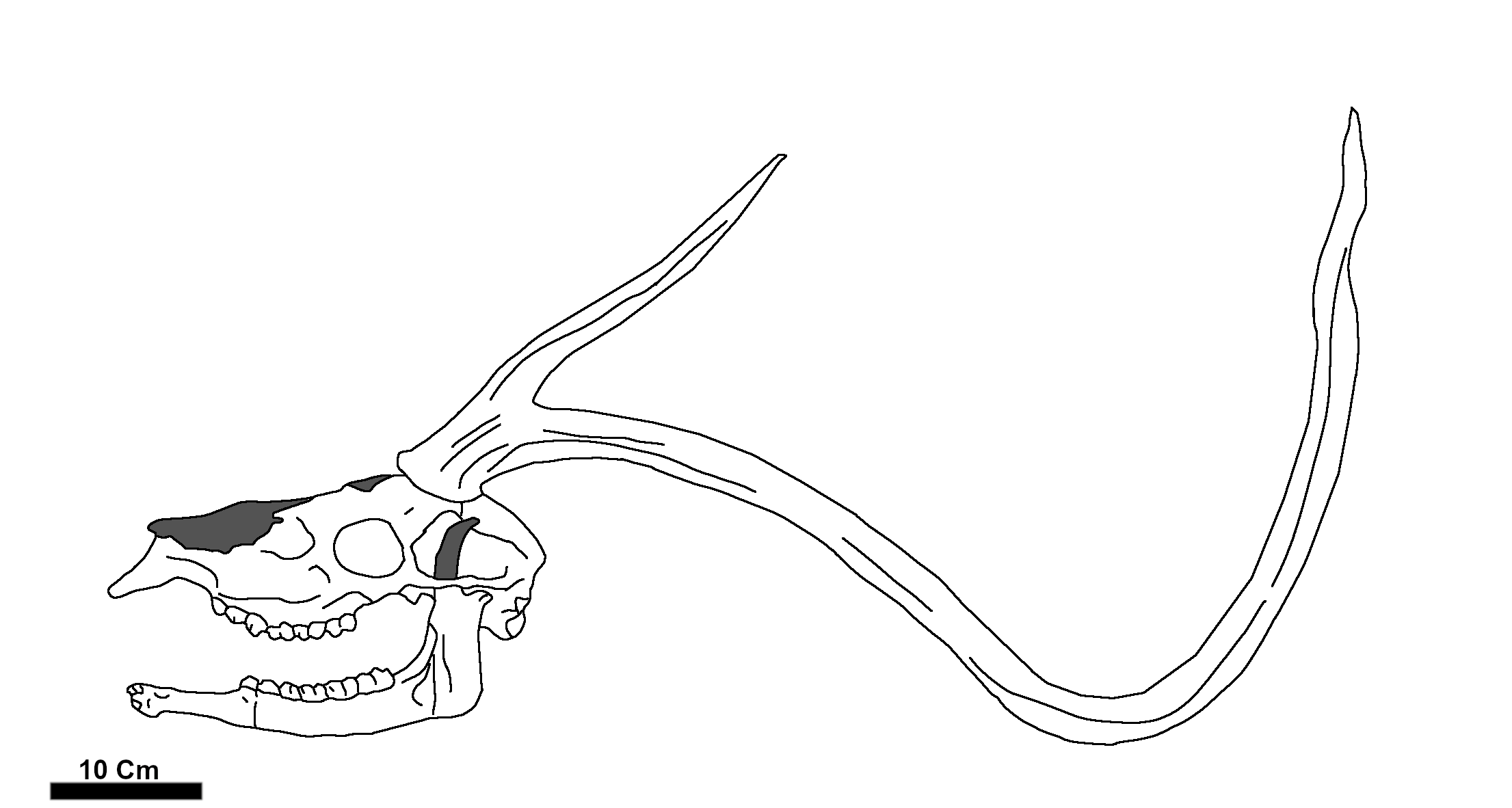
Hirschart (Haploidoceros mediterraneus)

In der Höhle wurden viele Reste von Pflanzenfressern geborgen. In den etwa 90.000 Jahre alten oberen Schichten wurde 2013 die Hirschart Haploidoceros mediterraneus zum ersten Mal auf der Iberischen Halbinsel und in Europa identifiziert. Insgesamt wurden 21 Individuen der Art in den Ebenen I und II aus der Zeit zwischen etwa 75 und 130 ka erkannt. Es ist der Ort mit der größten Anzahl an Exemplaren dieser Gattung. Darüber hinaus wurden Reste anderer Arten geborgen, besonders häufig sind die des asiatischen Elefanten, der Griechischen Landschildkröte (Testudo hermanni), des ausgestorbenen Hundsheimer Nashorns (Stephanorhinus hundsheimensis) und großer Rinder. Die Menge an Überresten und die chronologische Position der Stätte im Wärme-Isotopenstadium MIS 5 machen sie zu einer der seltenen dieser Zeit im Mittelmeerraum.
Unter den Funden an dieser Stätte sticht das 2012 entdeckte vollständige Skelett eines Elefantenbabys hervor, das ein einzigartiges Exemplar dieser Art in Europa darstellt. Seine Untersuchung hat es ermöglicht, das Wissen über die Ontogenese von Elefanten zu vertiefen, da es sich praktisch um die einzige alte Elefantenrasse handelt, die im europäischen Register so gut erhalten ist.